# أمبون (مجموعة إثنية)

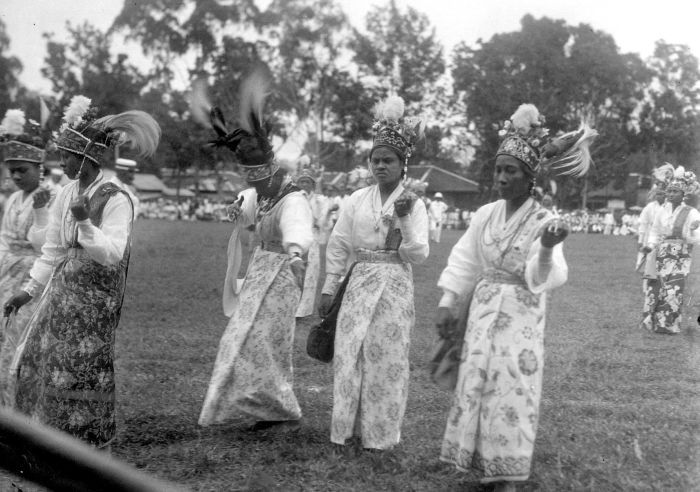

شعب أمبون (بالإنجليزية: Ambonese) والمعروف أيضًا باسم سكان جنوب مالوكو (بالإنجليزية: South Moluccans)، مجموعة عرقية إندونيسية من أصل أسترالي ميلانيزي مختلط. تتبع أغلبية هذا الشعب الديانة المسيحية والقسم الآخر هم من المسلمين. أصل شعب أمبون من جزيرة أمبون في مالوكو، وهي عبارة عن مجموعة جزر تقع شرق سولاويسي وشمال جزيرة تيمور في إندونيسيا. يعيشون أيضًا في جنوب غرب جزيرة سيرام، التي تُعدّ جزءًا من جزر الملوك وجاوة وغينيا الجديدة؛ على الجانب الغربي من مقاطعة بابوا ومناطق أخرى من إندونيسيا. بالإضافة إلى ذلك، ثمَّة حوالي 35000 من سكان أمبون يعيشون في هولندا. بحلول نهاية القرن العشرين، بلغ عدد شعب أمبون حوالي 258,331 (بحسب إحصائيات عام 2007) ممن يعيشون في أمبون، مالوكو.

## اللغة
تُعتبر اللغة الملايو-أمبونية اللغة الرئيسية لسكان الجزيرة، وتُدعى أيضًا الأمبونية. تطورت باعتبارها لغة تجارية في وسط مالوكو، وتُستخدم هذه اللغة أيضًا في أماكن أخرى في جزيرة مالوكو لكن بمثابة لغة ثانوية. يكثُر الأفراد المتحدثين بلغتين في اندونيسيا وخاصةً في مدينة أمبون. وهم عبارة عن خليط عرقي من سكان النمسا والشعب الميلانيزي الذين يعيشون في غينيا الجديدة.

## الديانة
تنقسم المعتقدات الدينية للسكان على نحو متساو تقريبًا بين المسيحية (الكالفينية) والمسلمة (أهل السُّنة والجماعة)، في حين أن العادات المحلية التي كان يمارسها السكان الأصليون مثل رسم الوشم اختفت. وفقًا للباحث ميخائيل أناتوليفيتش تشلينوف، فإن العلاقة بين أتباع العقيدتين تمثلت بعلاقات حسن جوار سلمية، استنادًا إلى مبدأ بيلا الخاص بالمجتمعات المحلية؛ وهو ما يعني بلغة الأمبون «الصديق». ومع ذلك، يُذكر أيضًا نشوء بعض الاشتباكات بين أبناء أمبون وغيرهم من الجماعات العرقية غير الأصلية لأسباب دينية. أدَّى هذا التوتر المتصاعد إلى نشوء صراع بين الأديان في أمبون عام 1998، والذي نتج عنه آلاف من الضحايا ومازال مستمرًا حتى يومنا هذا. في هذه الحالة الحرجة من صراعات الحرب الأهلية، اضطر الناس إلى الانتقال إلى مخيمات اللاجئين في عاصمة الجزيرة، أمبون، مالوكو، مع وجود خط فاصل يقسم بين المسلمين والمسيحيين. ولم تُحلّ هذه المشكلة تمامًا، وما تزال قضية الصراع الديني متصاعدة، كما هو الحال في أجزاء أخرى من إندونيسيا.

## التاريخ
ينتمي شعب أمبون إلى ما يُدعى بالمجموعة العرقية الاستعمارية التي تشكلت في الفترة ما بين القرن السادس عشر حتى القرن الثامن عشر نتيجةً لمزج السكان الأصليين لجزيرة أمبون وسكان منطقة ويست سيرام ريجنسي، شعب الهيتو، إلى جانب المهاجرين من أجزاء أخرى من إندونيسيا وبعض الأوروبيين. في القرن الخامس عشر وحتى السادس عشر، أُنشأ أكبر مركز لتجارة التوابل تحت حكم سلطنة تيرنات، ثم أصبحت محطّ نظر المستعمرين الأجانب، الذين في بداية القرن السادس عشر كانوا من البرتغاليين، ثم في بداية القرن السابع عشر الهولنديين.
قاوم شعب الأمبون الاستعمار الهولندي حتى بداية القرن التاسع عشر. لكنه لم يتمكنوا من منع الهولنديين من احتلال أرخبيل الملايو وقمع انتفاضات الجماعات العرقية المحلية ضد المستعمرين. وبفضل سياستها بعيدة النظر، حقَّق شعب الأمبون مكانة متميزة في إندونيسيا منذ منتصف القرن التاسع عشر. اعتنق العديد منهم الديانة المسيحية، وكان سكان المدن الأثرياء متساويين قانونيًا مع الحكام المستعمرين إذ كانوا يعملون في قطاعات الدولة والجيش. ولمثل هذا الولاء، أُطلق على حكومة أمبون اسم «الهولنديون السُّود».
أثناء الحرب التي شنتها الثورة الوطنية الإندونيسية من أجل الحصول على استقلال إندونيسيا في الفترة ما بين 1945-1949، هاجرت مجموعات كبيرة من أبناء الأمبون، وخاصة أفراد الجيش الاستعماري، إلى هولندا وغينيا الجديدة.